# Absalón Castellanos Domínguez
Absalón Castellanos Domínguez (Comitán, 2 oktober 1923 - Mexico-Stad, 10 maart 2017) was een Mexicaans generaal en politicus.
Castellanos was afkomstig uit een aanzienlijke familie uit de zuidelijke deelstaat Chiapas; zijn grootvader was senator Belisario Domínguez, die in 1913 door de dictator Victoriano Huerta werd vermoord. Castellanos volgde een militaire opleiding. Hij was commandant van achtereenvolgens de 18e, 31e en 13e militaire zone en klom op tot divisiegeneraal. Van 1976 tot 1980 was hij directeur van het Heldhaftig Militair College. Van 1980 tot 1982 was hij inspecteur-generaal van het Mexicaanse Leger.
In 1982 werd Castellanos voor de Institutioneel Revolutionaire Partij (PRI) tot gouverneur van Chiapas gekozen. Zijn termijn liep tot 1988.
Bij de opstand van het Zapatistisch Nationaal Bevrijdingsleger (EZLN) in 1994 werd Castellanos op zijn haciënda verrast en gevangengenomen. De EZLN hield hem verantwoordelijk voor een bloedbad op Tzeltal-indianen in Wolonchán in 1980. Op 17 april van dat jaar werd hij vrijgelaten door de Zapaisten, in ruil daarvoor moest hij een deel van zijn landgoed afstaan aan indiaanse families.
Hij werd 93 jaar oud.
- Library of Congress Control Number: n84010163
- Virtual International Authority File: 6324155
- WorldCat: E39PBJht3XffMKrQY8WccCj3cP